# لويس فافر (رسام)
لويس فافر (بالفرنسية: Louis Favre)‏ هو رسام فرنسي، ولد في 15 سبتمبر 1892، وتوفي في 17 أبريل 1956 في أمستردام في هولندا.